# Несподівана вакансія
Несподівана вакансія (англ. The Casual Vacancy) — книга Джоан Ролінґ. Перший роман, написаний авторкою після закінчення серії про Гаррі Поттера, перший роман, орієнтований на дорослу аудиторію. Книга була опублікована 27 вересня 2012 року у видавництві Little, Brown and Company. Англійське видання має 512 сторінок.
Німецький переклад опубліковано у той самий день, що й оригінал, французький переклад з'явився вже наступного дня, 28 вересня 2012 року.
Український переклад опубліковано в «Дорослій серії» видавництва Івана Малковича «А-ба-ба-га-ла-ма-га» 21 березня 2013 року, яке свого часу видало українською всі романи про Гаррі Поттера. Над українським перекладом працював Віктор Морозов.
Вже за перші дні продажу книга Ролінґ очолила списки бестселерів найбільших книгарень Великої Британії та США. За даними USA Today, протягом першого тижня книгарням вдалося продати понад 120 000 примірників роману.
Компанія BBC придбала права на екранізацію книги, вихід фільму запланований на 2014 рік.

## Зміст книги
Книга присвячена Нейлу: Нейлу Мюррею, чоловіку Джоан Ролінґ. Це третя книга Ролінґ, присвячена йому (першими були книги Гаррі Поттер і Орден Фенікса та Гаррі Поттер і смертельні реліквії).
Роман поділяється на сім частин, кожна з яких розділена на декілька різних за змістом підрозділів. Кожна частина починається визначенням із книги Чарльза Арнольда-Бейкера «Управління місцевими радами».

### Сюжет
Дія відбувається в містечку Пеґфорд (англ. Pagford). Роман поділяється на сім частин, перша починається смертю 44-річного члена місцевої ради Баррі Фербразера від аневризми біля місцевого гольф-клубу в день річниці його шлюбу. Новина про смерть Фербразера швидко поширюється Пеґфордом, починається боротьба. Проблема виникає при ухваленні рішення про перебування в адміністративному підпорядкуванні містечка мікрорайону «Поля» (англ. The Fields): покійний Фербразер виступав за залишення району в підпорядкуванні Пеґфорда, тоді як його супротивник Говард Моллісон, голова місцевої ради, підтримував перепідпорядкування Полів сусідньому місту Ярвілу.
Оскільки Баррі Фербразер помер, призначаються вибори на вільне місце до місцевої ради. На це місце претендують Майлз Моллісон, Колін Вол і Саймон Прайс. Ендрю, син Саймона, вирішує здискредитувати батька, щоб той відмовився від участі у виборах. За допомогою SQL ін'єкції він отримує доступ до облікового запису Баррі Фербразера на сайті місцевої ради, змінює ім'я користувача на «Привид_Баррі_Фербразера» і публікує допис, в якому оприлюднює інформацію про те, що Саймон купив крадений комп'ютер і нелегально підробляє на типографії, де працює, після роботи. Внаслідок цього Саймон Прайс зняв свою кандидатуру з виборів, як і хотів його син, і пізніше був звільнений з роботи. Згодом Суквіндер Джаванда, скориставшись тим самим способом (вони обоє дізналися про SQL ін'єкцію на уроках інформатики у школі), створює повідомлення про те, що її мати Парміндер Джаванда була закохана у Баррі Фербразера й через те у всьому його підтримувала. Такий самий допис публікує і Жирко Вол про свого батька Коліна Вола, заступника директора школи «Вінтердаун», і розповідає, що Каббі (прізвисько Коліна) має нав'язливий страх того, що приставав до дитини, хоча певно не пам'ятає цього факту. Нарешті, щоб допомогти батькові й загладити свою провину через його звільнення з роботи, Ендрю Прайс публікує на сайті четверте повідомлення, де йдеться про сексуальні стосунки між Говардом Моллісоном і його напарницею Морін. Дізнавшись про це повідомлення, Говард отримує другий інфаркт. На виборах до місцевої ради переміг Майлз Моллісон. Після цього дружина розповіла йому, що не кохає його і що свідомо цілувалася з підлітком Ендрю Прайсом. Втім, після інфаркту Говарда вони помирилися.
Іншим напрямом роману є складне життя Кристал Відон. Шістнадцятирічна Кристал живе на Полях з матір'ю, яка є повією й наркоманкою, і трирічним братом Роббі. До їхньої родини прикріплена соціальна працівниця Кей Баден, яка намагається допомогти Террі зупинити вживати наркотики. Террі лікується у клініці «Белчепел», певний час навіть доволі успішно, але зривається і приймає героїн. Оббо, друг Террі, ґвалтує Кристал. Дівчина хоче створити сім'ю і втекти з дому, тому займається сексом без презерватива з Жирком, сподіваючись завагітніти від нього. Саме під час їхньої зустрічі гине Роббі (залишений без нагляду, він втонув у річці), попри спробу Суквіндер врятувати його. Не в силі пережити це, Кристал вчиняє самогубство: свідомо вводить собі завелику дозу героїну. Роман завершується спільним похороном Кристал і Роббі.

### Персонажі
- Баррі Фербразер (англ. Barry Fairbrother) — член місцевої ради, народився і виріс на Полях. Тренував дівочу команду з веслування і особливо любив Кристал Відон. Його смертю починається роман.

- Мері Фербразер (англ. Mary Fairbrother) — вдова Баррі Фербразера, мати їхніх чотирьох дітей (Ферґуса, Деклана, Нів та Шіван).

- Говард Моллісон (англ. Howard Mollison) — голова місцевої ради, власник гастроному, чоловік Шерлі Моллісон, батько Майлза Моллісона. Має ожиріння, переніс два інфаркти (перший — за сім років до описаних в романі подій, другий після опублікованого Ендрю Прайсом на сайті місцевої ради звинувачення у сексуальних стосунках з бізнес-партнеркою Морін).

- Шерлі Моллісон (англ. Shirley Mollison) — дружина Говарда Моллісона і мати Майлза. Все своє життя присвячувала задумам і справам чоловіка, доки не дізналася про його стосунки з Морін.

- Патриція Моллісон (Пат; англ. Patricia "Pat" Mollison) — донька Говарда і Шерлі, сестра Майлза. Живе в Лондоні і приїхала до Пеґфорда лише на святкування дня народження батька. Лесбійка, має складні стосунки з батьками. Розповідає Жирку й Ендрю про стосунки Говарда з Морін.

- Майлз Моллісон (англ. Miles Mollison) — адвокат, працює разом з Ґевіном Х'юзом; син Говарда і Шерлі, брат Патриції і чоловік Саманти. Бере участь у виборах до місцевої ради і перемагає у них.

- Саманта Моллісон (англ. Samantha Mollison) — дружина Майлза Моллісона і власниця магазину бюстгальтерів, який під кінець роману була змушена закрити. Саманта втрачає інтерес до свого чоловіка, захоплюється Джейком, учасником улюбленого гурту її молодшої доньки; цілується з шістнадцятирічним Ендрю на святкуванні дня народження свекра. Має взаємну неприязнь з Шерлі, своєю свекрухою.

- Лексі і Ліббі Моллісони (англ. Lexie and Libby) — доньки Майлза і Саманти, навчаються у приватній школі, навчання в якій оплачує Говард.

- Морін (англ. Maureen) — вдова напарника Говарда в гастрономі, його напарниця після смерті чоловіка. Працює з Говардом багато років, перебувала з ним у сексуальних стосунках.

- Кристал Відон (англ. Krystal Weedon) — жителька Полів, об'єкт сексуального інтересу Жирка Вола, член шкільної команди з веслування. Мала складне дитинство, спричинене матір'ю, повією та наркоманкою Террі Відон; була зґвалтована Оббо, наркоторговцем і другом Террі. Опікувалася трирічним братом Роббі, який, втім, втонув у річці. Вчинила самогубство після смерті Роббі.

- Террі Відон (англ. Terri Weedon) — жителька Полів, мати Кристал і Роббі Відонів; повія і наркоманка. Успішно лікується в наркоклініці «Белчепел», але не витримує і зривається: приймає героїн.

- Колін Вол (Каббі; англ. Colin "Cubby" Wall) — заступник директора ярвільської школи «Вінтердаун». Названий батько Жирка. Бере участь у виборах до місцевої ради після смерті Баррі Фербаразера, в ході яких Жирко виклав на сайт ради повідомлення, де Каббі звинувачувався в розбещенні неповнолітніх. Має обсесивно-компульсивний розлад, і тому приписує собі злочини, яких ніколи не вчиняв.

- Тесса Вол (англ. Tessa Wall) — дружина Каббі, учитель-консультант у «Вінтердауні». Названа мати Жирка. Регулярно працює з Кристал Відон, хоча не схвалювала стосунки сина з нею. Хворіє цукровим діабетом.

- Стюарт Вол (Жирко; англ. Stuart "Fats" Wall) — прийомний син Тесси й Коліна Волів, найкращий друг Ендрю, відомий у школі завдяки своєму гумору. Цькує Суквіндер Джаванду, має сексуальні стосунки з Кристал Відон. Перебуває у напружених стосунках з названими батьками. Біологічній матері Жирка було лише чотирнадцять років, тож він, ймовірно, був плодом інцесту. Стюарт виклав на сайт місцевої ради допис зі звинуваченням батька в розбещенні неповнолітніх під іменем «Привид_Баррі_Фербразера», але згодом взяв на себе відповідальність за всі такі дописи (їх було чотири, і лише один — авторства Жирка). Під кінець роману пережив сильний стрес через смерть брата Кристал, у якій був частково винний.

- Ендрю Прайс (англ. Andrew Price) — син Саймона і Рут Прайсів, найкращий друг Жирка. Закоханий у Ґаю Баден, для того, щоб частіше з нею зустрічатися, влаштовується на роботу до нової кав'ярні Говарда. Ненавидить свого батька за його владну й образливу поведінку і зневажає матір за підтримку батька. Виклав на сайт місцевої ради під іменем «Привид_Баррі_Фербразера» допис зі звинуваченнями Саймона в купівлі краденого комп'ютера і нелегальному підробітку на типографії, де той працював, в результаті чого Саймон зняв свою кандидатуру з виборів до місцевої ради і згодом був звільнений з роботи.

- Рут Прайс (англ. Ruth Price) — медсестра, дружина Саймона Прайса, мати Ендрю і Пола Прайсів, подруга Шерлі Моллісон. Намагається виправдовувати всі вчинки чоловіка.

- Саймон Прайс (англ. Simon Price) — чоловік Рут Прайс, батько Ендрю і Пола Прайсів. Балотувався на виборах до місцевої ради, щоб отримувати хабарі, але зняв свою кандидатуру внаслідок допису на сайті ради, де викривалися порушення Прайса. Має складний характер, часто ображає членів своєї родини і навіть б'є їх.

- Кей Баден (англ. Kay Bawden) — соціальна працівниця з Лондона, мати Ґаї Баден. Переїхала до Пеґфорда заради свого бойфренда Ґевіна Х'юза, з яким згодом розлучилася. Тимчасово працювала з родиною Відонів як соціальний працівник.

- Ґевін Х'юз (англ. Gavin Hughes) — адвокат, працює разом із Майлзом Моллісоном; бойфренд Кей, до якої, втім, не відчував особливої симпатії ще з часу її переїзду до Пеґфорда; згодом вони розлучилися. Друг Баррі Фербразера, закохується у його вдову Мері, але вона відкидає його залицяння.

- Ґая Баден (англ. Gaia Bawden) — донька Кей Баден, має дуже привабливу зовнішність. Не схвалює переїзду до Пеґфорда. У неї закоханий Ендрю. Цілується з Жирком під дією алкоголю.

- Парміндер Джаванда (англ. Parminder Jawanda) — лікар, мати Суквіндер Джаванди, дружина Вікрама Джаванди, член місцевої ради, подруга Баррі Фербразера. Не дуже добре ставиться до Суквіндер, хоче, щоб вона була схожа на старших брата і сестру.

- Суквіндер Джаванда (англ. Sukhvinder Jawanda) — донька Парміндер Джаванди, об'єкт знущань Жирка і тиску матері, яка не задоволена поганими успіхами Суквіндер в школі. Член шкільної команди з веслування, ризикувала своїм життям, щоб врятувати Роббі, брата Кристал, але не змогла цього зробити.

- Вікрам Джаванда (англ. Vikram Jawanda) — вродливий чоловік Парміндер Джаванди, батько Суквіндер Джаванди. Хірург, проводив операцію над Говардом Моллісоном після його першого інфаркту.

- Привид_Баррі_Фербразера (англ. The_Ghost_Of_Barry_Fairbrother) — аккаунт на сайті місцевої ради, який використовують троє підлітків (Ендрю, Жирко і Суквіндер; у більшості випадків незалежно одне від одного) для розкриття секретів членів ради. Тінейджери використовують старий аккаунт Баррі Фербразера, доступ до якого отримали завдяки SQL ін'єкції

## Робота над книгою
Через помилку англійського видавця в першому прес-релізі персонаж Баррі Фербразер був названий Баррі Фервітером. Спочатку планувалося, що в книзі буде 480 сторінок.
Аудіокниги англійською мовою озвучив актор Том Голландер.
Обкладинку до нового роману Ролінґ створив Джон Грей, відомий як ілюстратор першого роману Джонатана Сафрана Фоера «Все ясно».

## Формати видання
- Книга
- Електронна книга
- Аудіокнига (завантаження через Інтернет)
- Аудіокнига (компакт-диск)

## Відгуки
Лев Гроссман у журналі Time Magazine так написав про новий роман Ролінґ:

| Це великий, амбіційний, блискучий, світський, кумедний, глибоко хвилюючий і надзвичайно промовистий роман про сучасну Англію, багатий на літературний дотеп й цілком позбавлений будь-яких недоречностей. Оригінальний текст (англ.) It's a big, ambitious, brilliant, profane, funny, deeply upsetting and magnificently eloquent novel of contemporary England, rich with literary intelligence and entirely bereft of bullshit.[9] |
Газета The Guardian написала про роман так:

| Вакантне місце — не шедевр, але таки зовсім непоганий роман: дотепний, технічно досконалий і часто веселий. Оригінальний текст (англ.) The Casual Vacancy is no masterpiece, but it's not bad at all: intelligent, workmanlike, and often funny.[10] |
Газета Wall Street Journal написала у своїй рецензії таке:

| Коли ви познайомитеся з Майлсами й Сімонсами, й події починуть розвиватися, роман читається дуже легко. Вакантне місце — не твір Джордж Еліот, але це Д. К. Роулінг і досить високого ґатунку. Оригінальний текст (англ.) Once you get your Mileses and Simonses straight and events begin to unfurl, it becomes a positively propulsive read. „The Casual Vacancy“ may not be George Eliot, but it's J.K. Rowling; and that's pretty good.[11] |
Літературний критик Нью-Йорк Таймс Мічіко Какутані вважає, що новий роман Роулінг програє у порівнянні з романами про Гаррі Поттера:

| Ми не маємо відчуття, що знаємо підґрунтя історії персонажів „Несподіваної вакансії“ так само детально, як історію Гаррі та його друзів і ворогів, так само й закінчуючи роман, не маємо того повного розуміння, як їхнє минуле та минуле їхніх родин позначилося на теперішньому житті. Оригінальний текст (англ.) We do not come away feeling that we know the back stories of the „Vacancy“ characters in intimate detail the way we did with Harry and his friends and enemies, nor do we finish the novel with a visceral knowledge of how their pasts — and their families’ pasts — have informed their present lives.[12] [13][14] |
Позитивні рецензії з'явилися також серед матеріалів Associated Press та на сторінках «Daily Beast».